# Flatirons
Die Felsformation der Flatirons nahe Boulder in Colorado setzt sich aus fünf Felsen zusammen, die in den Green Mountains, einem östlichen Ausläufer der Rocky Mountains liegen. Sie befinden sich im Chautauqua Park, dem örtlichen Nationalpark von Boulder.

## Entstehung des Namens
Eine der ersten Siedlerinnen sagte ihrer Familie, dass die Felsen der Formationen sie an ihr Bügeleisen (englisch: Metal Iron) erinnerten.

## Besonderheiten
Die Flatirons sind das Markenzeichen von Boulder. Viele Firmen verwenden die Formation in ihrem Logo. 

## Graffiti auf einem der Felsen
Zwischen den Jahren 1940 und 1969 kletterten Studenten immer wieder auf den dritten Felsen der Flatirons um "CU" auf den Felsen zu malen. Das "CU" steht für University of Colorado was für alle Einwohner von Boulder sichtbar sein sollte.
Studenten von rivalisierenden Universitäten veränderten jedoch die Buchstaben in "DU" (University of Denver) und "OU" (University of Oklahoma), was in einem regelrechten Wettkampf endete.
Das Graffito auf den Felsen wurde in den siebziger Jahren jedoch als illegal verurteilt und die Zeichen in Steinfarben überdeckt. Bei näherer Betrachtung ist jedoch die Schrift immer noch erkennbar.